# Арустамова, Ирина Левоновна
Ири́на Лево́новна Аруста́мова (4 мая 1965, Москва — 10 декабря 2022, Москва) — российский искусствовед, художественный критик и педагог, кандидат искусствоведения (1993), профессор (2014). Член Союза художников России (2001). Академик РАХ (2012).

## Биография
Родилась 4 мая 1965 года в Москве.
С 1983 по 1988 год обучалась на факультете теории и истории искусства Института живописи, скульптуры и архитектуры имени И. Е. Репина. С 1988 года на педагогической работе в Московском художественном институте имени В. И. Сурикова на кафедре теории и истории искусств в должностях преподавателя, доцента и профессора, в последующем — декан факультета теории и истории искусства этого института.
В 1993 году в НИИ изобразительных искусств РАХ защитила диссертацию на соискание учёной степени кандидат искусствоведения по теме: «Становление творческого метода С. Т. Коненкова (1892—1923)». В 2014 году Ирине Арустамовой было присвоено учёное звание профессора.
С 1993 года Ирина Арустамова являлась куратором выставок экспозиции рисунков известного художника С. Т. Коненкова, а также его юбилейных выставок проходивших в 1994, в 1999 и в 2004 году к 120-летию, 125-летию и к 130-летию этого художника.
Основные научные работы в области русского и зарубежного искусства: «Введение в изучение изобразительного искусства», «Искусство Византии», «Искусство Средних веков» (2002), «Сергей Тимофеевич Коненков. Творчество 1892—1923» (2009), спецкурсы: «История зарубежной гравюры» (2008), «История русской гравюры» (2009) и «История зарубежной скульптуры» (2010).
В 2001 году Ирина Арустамова становится членом Союза художников России. В 2000 году была избрана член-корреспондентом, а в 2012 году — Действительным членом РАХ по Отделению искусствознания и художественной критики.
Скончалась 10 декабря 2022 года.

## Награды
- Медаль «В память 850-летия Москвы» (1997)[2]
- Медаль «Достойному» РАХ (2009)[2]